# انترمحال
انترمحال (به هندی: Antarmahal) فیلمی است محصول سال ۲۰۰۵ و به کارگردانی ریتوپارنو گوش است. در این فیلم بازیگرانی همچون روپا گانگولی، سوها علی خان، جکی شروف، آبیشک باچان ایفای نقش کرده‌اند.